# ACE Encrypt
ACE (Advanced Cryptographic Engine) — набор программных средств, реализующих шифрование в режиме схемы шифрования с открытым ключом, а также в режиме цифровой подписи. Соответствующие названия этих режимов — «ACE Encrypt» и «ACE Sign». Схемы являются вариантами реализации схем Крамера-Шоупа. Внесённые изменения нацелены на достижение наилучшего баланса между производительностью и безопасностью всей системы шифрования.

## Авторы
Все алгоритмы, написанные в ACE, основаны на алгоритмах, разработанных Виктором Шоупом(Victor Shoup) и Рональдом Крамером (Ronald Cramer). Полная спецификация алгоритмов написана Виктором Шоупом. Реализация алгоритмов выполнена Томасом Швейнбергером(Thomas Schweinberger) и Медди Нассей (Mehdi Nassehi), их поддержкой и развитием занимается Виктор Шоуп. Томас Швейнберг принимал участие в составлении документа спецификаций ACE, а также написал руководство пользователя.

Рональд Крамер в настоящее время находится в университете Орхуса, Дания. Он принимал участие в работе, относящейся к ACE Encrypt пока находился в ETH в Цюрихе, Швейцария.

Медди Нассей и Томасом Швейнбергер работали над проектом ACE в исследовательской лаборатории IBM в Цюрихе, Швейцария, но в настоящее время закончили своё пребывание там.

Виктор Шоуп работает в исследовательской лаборатории IBM в Цюрихе, Швейцария.

## Безопасность
Доказательство безопасности схемы шифрования и схемы цифровой подписи в ACE проводится с использованием обоснованных и естественных допущений.
Четырьмя основными допущениями являются:
- Допущение Диффи-Хеллмана
- Сильное допущение RSA
- Стойкость к коллизиям на второй прообраз в SHA-1
- Псевдо-случайность режима сумматора/счётчика MARS

## Основные обозначения и терминология
Приведём определения некоторых обозначений и терминов, используемых в данной статье.

### Основные математические обозначения
{\displaystyle Z} — множество целых чисел.

{\displaystyle F_{2}[T]} — множество одномерных полиномов с коэффициентами в конечном поле {\displaystyle F_{2}} с числом элементов поля — 2.

{\displaystyle Aremn} — такое целое число {\displaystyle r\in \left\{0,...,n-1\right\}}, для которого {\displaystyle A\equiv r(modn)} при целом {\displaystyle n>0} и {\displaystyle A\in Z}.

{\displaystyle Aremf} — такой полином {\displaystyle r\in F_{2}[T]} с {\displaystyle deg(r)<deg(f)}, такой что {\displaystyle A\equiv r(modf)} при {\displaystyle A,f\in F_{2}[T],f\neq 0}.

### Основные строковые обозначения
{\displaystyle A^{\ast }} — множество всевозможных строк.

{\displaystyle A^{n}} — множество всевозможных строк длины n.

Для {\displaystyle x\in A^{\ast }L(x)} — длина строки {\displaystyle x}. Обозначения для длины нулевой строки — {\displaystyle \lambda _{A}}.

Для {\displaystyle x,y\in A^{\ast }} {\displaystyle x||y} — результат конкатенации строк {\displaystyle x} и {\displaystyle y}.

### Биты, байты, слова
{\displaystyle b{\stackrel {\mathrm {def} }{=}}\left\{0,1\right\}} — множество битов.
 Рассмотрим множества вида {\displaystyle b,b^{n_{1}},(b^{n_{1}})^{n_{2}},...}. Для такого множества A определим нулевой элемент:

{\displaystyle 0_{b}{\stackrel {\mathrm {def} }{=}}0\in b};
{\displaystyle 0_{A^{n}}{\stackrel {\mathrm {def} }{=}}(0_{A},...,0_{A})\in A^{n}} для {\displaystyle n>0}.
Определим {\displaystyle B{\stackrel {\mathrm {def} }{=}}b^{8}} как множество байтов, а {\displaystyle W{\stackrel {\mathrm {def} }{=}}b^{32}} как множество слов.

Для {\displaystyle x\in A^{\ast }} с {\displaystyle A\in \left\{b,B,W\right\}} и {\displaystyle l>0} определим оператор заполнения:

{\displaystyle pad_{l}(x){\stackrel {\mathrm {def} }{=}}{\begin{cases}x,&L(x)\geq l\\x||0_{A^{l-L(x)}},&L(x)<l\end{cases}}}.

### Оператор преобразования
Оператор преобразования {\displaystyle I_{src}^{dst}:src\rightarrow dst} выполняет преобразования между элементами {\displaystyle Z,F_{2}[T],b^{\ast },B^{\ast },W^{\ast }}.

## Схема шифрования

### Пара ключей шифрования
В схеме шифрования ACE задействованы два типа ключей:

открытый ключ ACE: {\displaystyle (P,q,g_{1},g_{2},c,d,h_{1},h_{2},k_{1},k_{2})}.

закрытый ключ ACE: {\displaystyle (w,x,y,z_{1},z_{2})}.

Для заданного параметра размера {\displaystyle m}, такого что {\displaystyle 1024\leq m\leq 16384}, компоненты ключей определяются следующим образом:

{\displaystyle q} — 256-битное простое число.

{\displaystyle P} — m-битное простое число, такое что {\displaystyle P\equiv 1(modq)}.

{\displaystyle g_{1},g_{2},c,d,h_{1},h_{2}} — элементы {\displaystyle \left\{1,...,P-1\right\}} (чей мультипликативный порядок по модулю {\displaystyle P} делит {\displaystyle q}).

{\displaystyle w,x,y,z_{1},z_{2}} — элементы {\displaystyle \left\{0,...,q-1\right\}}.

{\displaystyle k_{1},k_{2}} — элементы {\displaystyle B^{\ast }}, для которых {\displaystyle L(k_{1})=20l^{\prime }+64} и {\displaystyle L(k_{2})=32\left\lceil l/16\right\rceil +40}, где {\displaystyle l=\left\lceil m/8\right\rceil } и {\displaystyle l^{\prime }=L_{b}(\left\lceil (2\left\lceil l/4\right\rceil +4)/16\right\rceil )}.

### Генерация ключа
Алгоритм. Генерация ключа для схемы шифрования ACE.

Вход: параметра размера {\displaystyle m}, такой что {\displaystyle 1024\leq m\leq 16384}.

Выход: пара открытый/закрытый ключ.
1. Сгенерировать случайное простое число {\displaystyle q}, такое что {\displaystyle 2^{255}<q<2^{256}}.
2. Сгенерировать случайное простое число {\displaystyle P}, {\displaystyle 2^{m-1}<P<2^{m}}, такое что {\displaystyle P\equiv 1(modq)}.
3. Сгенерировать случайное целое число {\displaystyle g_{1}\in \left\{2,...,P-1\right\}}, такое что {\displaystyle g_{1}^{q}\equiv 1(modP)}.
4. Сгенерировать случайные целые числа {\displaystyle w\in \left\{1,...,q-1\right\}} и {\displaystyle x,y,z_{1},z_{2}\in \left\{0,...,q-1\right\}}
5. Вычислить следующие целые числа в {\displaystyle \left\{1,...,P-1\right\}}:
{\displaystyle g_{2}\leftarrow g_{1}^{w}remP},
{\displaystyle c\leftarrow g_{1}^{x}remP},
{\displaystyle d\leftarrow g_{1}^{y}remP},
{\displaystyle h_{1}\leftarrow g_{1}^{z_{1}}remP},
{\displaystyle h_{2}\leftarrow g_{1}^{z_{2}}remP}.
6. Сгенерировать случайные байтовые строки {\displaystyle k_{1}\in B^{20l^{\prime }+64}} и {\displaystyle k_{2}\in B^{2\left\lceil l/16\right\rceil +40}}, где {\displaystyle l=L_{B}(P)} и {\displaystyle l^{\prime }=L_{B}(\left\lceil (2\left\lceil l/4\right\rceil +4)/16\right\rceil )}.
7. Вернуть пару открытый/закрытый ключ
{\displaystyle ((P,q,g_{1},g_{2},c,d,h_{1},h_{2},k_{1},k_{2}),(w,x,y,z_{1},z_{2}))}

### Представление шифротекста
Шифротекст в схеме шифрования ACE имеет вид

{\displaystyle (s,u_{1},u_{2},v,e)},
где компоненты определяются следующим образом:

{\displaystyle u_{1},u_{2},v} — целые числа из {\displaystyle \left\{1,...,P-1\right\}} (чей мультипликативный порядок по модулю {\displaystyle P} делит {\displaystyle q}).

{\displaystyle s} — элемент {\displaystyle W^{4}}.

{\displaystyle e} — элемент {\displaystyle B^{\ast }}.

{\displaystyle s,u_{1},u_{2},v} назовём преамбулой, а {\displaystyle e} — криптограммой. Если текст — строка из {\displaystyle l} байт, то тогда длина {\displaystyle e} равна {\displaystyle l+16\left\lceil l/1024\right\rceil }.

Необходимо ввести функцию {\displaystyle CEncode}, которая представляет шифротекст в виде байтовой строки, а также обратную функцию {\displaystyle CDecode}. Для целого {\displaystyle l>0}, символьной строки {\displaystyle s\in W^{4}}, целых {\displaystyle 0\leq u_{1},u_{2},v<256^{l}}, и байтовой строки {\displaystyle e\in B^{\ast }},

{\displaystyle CEncode(l,s,u_{1},u_{2},v,e){\stackrel {\mathrm {def} }{=}}I_{W^{\ast }}^{B^{\ast }}(s)||pad_{l}(I_{Z}^{B^{\ast }}(u_{1}))||pad_{l}(I_{Z}^{B^{\ast }}(u_{2}))||pad_{l}(I_{Z}^{B^{\ast }}(v))||e\in B^{\ast }}.

Для целого {\displaystyle l>0}, байтовой строки {\displaystyle \psi \in B^{\ast }}, для которой {\displaystyle L(\psi )\geq 3l+16},

{\displaystyle CDecode(l,\psi ){\stackrel {\mathrm {def} }{=}}(I_{B^{\ast }}^{W^{\ast }}({\Bigl [}\psi {\Bigr ]}_{0}^{16}),I_{B^{\ast }}^{Z}({\Bigl [}\psi {\Bigr ]}_{16}^{16+l}),I_{B^{\ast }}^{Z}({\Bigl [}\psi {\Bigr ]}_{16+l}^{16+2l}),I_{B^{\ast }}^{Z}({\Bigl [}\psi {\Bigr ]}_{16+2l}^{16+3l}),{\Bigl [}\psi {\Bigr ]}_{16+3l}^{L(\psi )})\in W^{4}\times Z\times Z\times Z\times B^{\ast }}.

### Процесс шифрования
Алгоритм. Асимметричный процесс шифрования ACE.

Вход: открытый ключ {\displaystyle (P,q,g_{1},g_{2},c,d,h_{1},h_{2},k_{1},k_{2})} и байтовая строка {\displaystyle M\in B^{\ast }}.

Выход: байтовая строка — шифротекст {\displaystyle \psi \ }, полученный из {\displaystyle M}.
1. Сгенерировать случайное {\displaystyle r\in \left\{0,...,q-1\right\}}.
2. Сгенерировать преамбулу шифротекста:
  1. Сгенерировать {\displaystyle s\in W^{4}}.
  2. Вычислить {\displaystyle u_{1}\leftarrow g_{1}^{r}remP}, {\displaystyle u_{2}\leftarrow g_{2}^{r}remP}.
  3. Вычислить {\displaystyle \alpha \ \leftarrow UOWHash^{\prime }(k_{1},L_{B}(P),s,u_{1},u_{2})\in Z}; заметим, что {\displaystyle 0<\alpha \ <2^{160}}.
  4. Вычислить {\displaystyle v\leftarrow c^{r}d^{\alpha \ r}remP}.
3. Вычислить ключ для операции симметричного шифрования:
  1. {\displaystyle {\tilde {h_{1}}}\leftarrow h_{1}^{r}remP}, {\displaystyle {\tilde {h_{2}}}\leftarrow h_{2}^{r}remP}.
  2. Вычислить {\displaystyle k\leftarrow ESHash(k,L_{B}(P),s,u_{1},u_{2},{\tilde {h_{1}}},{\tilde {h_{2}}})\in W^{8}}.
4. Вычислить криптограмму {\displaystyle e\leftarrow SEnc(k,s,1024,M)}.
5. Закодировать шифротекст:
{\displaystyle \psi \ \leftarrow CEncode(L_{B}(P),s,u_{1},u_{2},v,e)}.
6. Вернуть {\displaystyle \psi \ }.

Перед запуском процесса симметричного шифрования входное сообщение {\displaystyle M\in B^{\ast }} разбивается на блоки {\displaystyle M_{1},...,M_{t}}, где каждый блок кроме, возможно, последнего имеет 1024 байт. Каждый блок шифруется потоковым шифратором. Для каждого зашифрованного блока {\displaystyle E_{i}} вычисляется 16-байтовый код аутентификации. Получаем криптограмму

{\displaystyle e=E_{1}||C_{1}||...||E_{t}||C_{t}}.
{\displaystyle L(e)=L(M)+16\left\lceil L(M)/m\right\rceil }. Заметим, что если {\displaystyle L(M)=0}, то {\displaystyle L(e)=0}.
Алгоритм. Симметричный процесс шифрования ACE.

Вход: {\displaystyle (k,s,M,m)\in W^{8}\times W^{4}\times Z\times B^{\ast }} {\displaystyle m>0}

Выход: {\displaystyle e\in B^{l}}, {\displaystyle l=L(M)+16\left\lceil L(N)/m\right\rceil }.
1. Если {\displaystyle M=\lambda _{B}}, тогда вернуть {\displaystyle \lambda _{B}}.
2. Проинициализировать генератор псевдо-случайных чисел:

{\displaystyle genState\leftarrow InitGen(k,s)\in GenState}
1. Сгенерировать ключ {\displaystyle k_{AXU}AXUHash}:

{\displaystyle (k_{AXU},genState)\leftarrow GenWords((5L_{b}(\left\lceil m/64\right\rceil )+24),genState).}.
1. {\displaystyle e\leftarrow \lambda _{B},i\leftarrow 0}.
2. Пока {\displaystyle i<L(M)}, выполнять следующее:
  1. {\displaystyle r\leftarrow min(L(M)-i,m)}.
  2. Сгенерировать значения масок для шифрования и MAC:
    1. {\displaystyle (mask_{m},genState)\leftarrow GenWords(4,genState)}.
    2. {\displaystyle (mask_{e},genState)\leftarrow GenWords(r,genState)}.

  3. Зашифровать текст: {\displaystyle enc\leftarrow {\Bigl [}M{\Bigr ]}_{i}^{i+r}\oplus mask_{e}}.
  4. Сгенерировать аутентификационный код сообщения:
    1. Если {\displaystyle i+r=L(M)}, тогда {\displaystyle lastBlock\leftarrow 1}; иначе {\displaystyle lastBlock\leftarrow 0}.
    2. {\displaystyle mac\leftarrow AXUHash(k_{AXU},lastBlock,enc)\in W^{4}}.

  5. Обновить шифротекст: {\displaystyle e\leftarrow e||enc||I_{W^{\ast }}^{B^{\ast }}(mac\oplus mask_{m})}.
  6. {\displaystyle i\leftarrow i+r}.
3. Вернуть {\displaystyle e}.

### Процесс дешифрования
Алгоритм. Процесс дешифрования ACE.

Вход: открытый ключ {\displaystyle (P,q,g_{1},g_{2},c,d,h_{1},h_{2},k_{1},k_{2})} и соответствующий закрытый ключ {\displaystyle (w,x,y,z_{1},z_{2})}, байтовая строка {\displaystyle \psi \in B^{\ast }}.

Выход: Расшифрованное сообщение {\displaystyle M\in B^{\ast }\cup {Reject}}.
1. Дешифровать шифротекст:
  1. Если {\displaystyle L(\psi )<3L_{B}(P)+16}, тогда вернуть {\displaystyle Reject}.
  2. Вычислить:
{\displaystyle (s,u_{1},u_{2},v,e)\leftarrow CDecode(L_{B}(P),\psi )\in W^{4}\times Z\times Z\times Z\times B^{\ast }};
заметим, что {\displaystyle 0\leq u_{1},u_{2},v<256^{l}}, где {\displaystyle l=L_{B}(P)}.
2. Подтвердить преамбулу шифротекста:
  1. Если {\displaystyle u_{1}\geq P} или {\displaystyle u_{2}\geq P} или {\displaystyle v\geq P}, тогда вернуть {\displaystyle Reject}.
  2. Если {\displaystyle u_{1}^{q}\neq 1remP}, тогда вернуть {\displaystyle Reject}.
  3. {\displaystyle reject\leftarrow 0}.
  4. Если {\displaystyle u_{2}\neq u_{1}^{w}remP}, тогда {\displaystyle reject\leftarrow 1}.
  5. Вычислить {\displaystyle \alpha \leftarrow UOWHash^{\prime }(k_{1},L_{B}(P),s,u_{1},u_{2})\in Z}; заметим, что {\displaystyle 0\leq \alpha \leq 2^{160}}.
  6. Если {\displaystyle v\neq u_{1}^{x+{\alpha }y}remP}, тогда {\displaystyle reject\leftarrow 1}.
  7. Если {\displaystyle reject=1}, тогда вернуть {\displaystyle Reject}.
3. Вычислить ключ для процесс симметричного дешифрования:
  1. {\displaystyle {\tilde {h_{1}}}\leftarrow u_{1}^{z_{1}}remP}, {\displaystyle {\tilde {h_{2}}}\leftarrow u_{1}^{z_{2}}remP}.
  2. Вычислить {\displaystyle k\leftarrow ESHash(k_{2},L_{B}(P),s,u_{1},{\tilde {h_{1}}},{\tilde {h_{2}}})\in W^{8}}.
4. Вычислить {\displaystyle M\leftarrow SDec(k,s,1024,e)};заметим, что {\displaystyle SDec} может вернуть {\displaystyle Reject}.
5. Вернуть {\displaystyle M}.

Алгоритм. Операция дешифрования {\displaystyle SDec}.

Вход: {\displaystyle (k,s,m,e)\in W^{8}\times W^{4}\times Z\times B^{\ast }} {\displaystyle m>0}

Выход: Расшифрованное сообщение {\displaystyle M\in B^{\ast }\cup {Reject}}.
1. Если {\displaystyle e=\lambda _{B}}, тогда вернуть {\displaystyle \lambda _{B}}.
2. Проинициализировать генератор псевдо-случайных чисел:
{\displaystyle genState\leftarrow InitGen(k,s)\in GenState}
3. Сгенерировать ключ {\displaystyle k_{AXU}AXUHash}:
{\displaystyle (k_{AXU},genState^{\prime })\leftarrow GenWords((5L_{b}(\left\lceil m/64\right\rceil )+24),genState).}.
4. {\displaystyle M\leftarrow \lambda _{B},i\leftarrow 0}.
5. Пока {\displaystyle i<L(e)}, выполнять следующее:
  1. {\displaystyle r\leftarrow min(L(e)-i,m+16)-16}.
  2. Если {\displaystyle r\leq 0}, тогда вернуть {\displaystyle Reject}.
  3. Сгенерировать значения масок для шифрования и MAC:
    1. {\displaystyle (mask_{m},genState)\leftarrow GenWords(4,genState)}.
    2. {\displaystyle (mask_{e},genState)\leftarrow GenWords(r,genState)}.

  4. Подтвердить аутентификационный код сообщения:
    1. Если {\displaystyle i+r+16=L(M)}, тогда {\displaystyle lastblock\leftarrow 1}; иначе {\displaystyle lastblock\leftarrow 0}.
    2. {\displaystyle mac\leftarrow AXUHash(k_{AXU},lastBlock,{\Bigl [}e{\Bigr ]}_{i}^{i+r})\in W^{4}}.
    3. Если {\displaystyle {\Bigl [}e{\Big ]}r_{i+r}^{i+r+16}\neq I_{W^{\ast }}^{B^{\ast }}(mac\oplus mask_{m})}, тогда вернуть {\displaystyle Reject}.

  5. Обновить текст: {\displaystyle M\leftarrow M||({\Bigl [}e{\Bigr ]}_{i}^{i+r})\oplus mask_{e})}.
  6. {\displaystyle i\leftarrow i+r+16}.
6. Вернуть {\displaystyle M}.

## Схемацифровой подписи
В схеме цифровой подписи ACE задействованы два типа ключей:

открытый ключ цифровой подписи ACE: {\displaystyle (N,h,x,e^{\prime },k^{\prime },s)}.

закрытый ключ цифровой подписи ACE: {\displaystyle (p,q,a)}.

Для заданного параметра размера {\displaystyle m}, такого что {\displaystyle 1024\leq m\leq 16384}, компоненты ключей определяются следующим образом:

{\displaystyle p} — {\displaystyle \left\lfloor m/2\right\rfloor }-битное простое число, для которого {\displaystyle (p-1)/2} — тоже простое.

{\displaystyle q} — {\displaystyle \left\lfloor m/2\right\rfloor }-битное простое число, для которого {\displaystyle (q-1)/2} — тоже простое.

{\displaystyle N} — {\displaystyle N=pq}и может иметь как {\displaystyle m}, так и {\displaystyle m-1} бит.

{\displaystyle h,x} — элементы {\displaystyle \left\{1,...,N-1\right\}} (квадратичные остатки по модулю {\displaystyle N}).

{\displaystyle e^{\prime }} — 161-битное простое число.

{\displaystyle a} — элемент {\displaystyle \left\{0,...,(p-1)(q-1)/4-1\right\}}

{\displaystyle k^{\prime }} — элементы {\displaystyle B^{184}}.

{\displaystyle s} — элементы {\displaystyle B^{32}}.

### Генерацияключа
Алгоритм. Генерация ключа для схемы цифровой подписи ACE.

Вход: параметра размера {\displaystyle m}, такой что {\displaystyle 1024\leq m\leq 16384}.

Выход: пара открытый/закрытый ключ.
1. Сгенерировать случайные простые числа {\displaystyle p,q}, такие что {\displaystyle (p-1)/2} и {\displaystyle (q-1)/2} — тоже простые, и 
{\displaystyle 2^{m_{1}-1}<p<2^{m_{1}}}, {\displaystyle 2^{m_{2}-1}<q<2^{m_{2}}}, и {\displaystyle p\neq q},
где
{\displaystyle m_{1}=\left\lfloor m/2\right\rfloor } и {\displaystyle m_{1}=\left\lceil m/2\right\rceil }.
2. Положить {\displaystyle N\leftarrow pq}.
3. Сгенерировать случайное простое число{\displaystyle e^{\prime }}, где {\displaystyle 2^{160}\leq e^{\prime }\leq 2^{161}}.
4. Сгенерировать случайное {\displaystyle h^{\prime }\in \left\{1,...,N-1\right\}}, при условии {\displaystyle gcd(h^{\prime },N)=1} и {\displaystyle gcd(h^{\prime }\pm 1,N)=1}, и вычислить {\displaystyle h\leftarrow (h^{\prime })^{-2}remN}.
5. Сгенерировать случайное {\displaystyle a\in \left\{0,...,(p-1)(q-1)/4-1\right\}} и вычислить {\displaystyle x\leftarrow h^{a}remN}.
6. Сгенерировать случайные байтовые строки {\displaystyle k^{\prime }\in B^{184}}, и {\displaystyle s\in B^{32}}.
7. Вернуть пару открытый ключ/закрытый ключ
{\displaystyle ((N,h,x,e^{\prime },k^{\prime },s),(p,q,a))}.

### Представление подписи
Подпись в схеме цифровой подписи ACE имеет вид {\displaystyle (d,w,y,y^{\prime },{\tilde {k}})}, где компоненты определяются следующим образом:

{\displaystyle d} — элемент {\displaystyle B^{64}}.

{\displaystyle w} — целое число, такое что {\displaystyle 2^{160}\leq w\leq 2^{161}}.

{\displaystyle y,y^{\prime }} — элементы {\displaystyle \left\{1,...,N-1\right\}}.

{\displaystyle {\tilde {k}}} — элемент {\displaystyle B^{\ast }};заметим, что {\displaystyle L({\tilde {k}})=64+20L_{B}(\left\lceil (L(M)+8)/64\right\rceil )}, где {\displaystyle M} — подписываемое сообщение.

Необходимо ввести функцию {\displaystyle SEncode}, которая представляет подпись в виде байтовой строки, а также обратную функцию {\displaystyle SDecode}. Для целого {\displaystyle l>0}, байтовой строки {\displaystyle d\in B^{64}}, целых {\displaystyle 0\leq w\leq 256^{21}} и {\displaystyle 0\leq y,y^{\prime }<256^{l}}, и байтовой строки {\displaystyle {\tilde {k}}\in B^{\ast }},

{\displaystyle SEncode(l,d,w,y,y^{\prime },{\tilde {k}}){\stackrel {\mathrm {def} }{=}}d||pad_{21}(I_{Z}^{B^{\ast }}(w))||pad_{l}(I_{Z}^{B^{\ast }}(y))||pad_{l}(I_{Z}^{B^{\ast }}(y^{\prime }))||{\tilde {k}}\in B^{\ast }}.

Для целого {\displaystyle l>0}, байтовой строки {\displaystyle \sigma \in B^{\ast }}, для которой {\displaystyle L(\sigma )\geq 2l+53},

{\displaystyle CSecode(l,\sigma ){\stackrel {\mathrm {def} }{=}}({\Bigl [}\sigma {\Bigr ]}_{0}^{64},I_{B^{\ast }}^{Z}({\Bigl [}\sigma {\Bigr ]}_{64}^{85}),I_{B^{\ast }}^{Z}({\Bigl [}\sigma {\Bigr ]}_{85}^{85+l}),I_{B^{\ast }}^{Z}({\Bigl [}\sigma {\Bigr ]}_{85+l}^{85+2l}),{\Bigl [}\sigma {\Bigr ]}_{85+2l}^{L(\sigma )})\in B^{64}\times Z\times Z\times Z\times B^{\ast }}.

### Процесс генерирования подписи
Алгоритм. Генерирование цифровой подписи ACE.

Вход: открытый ключ {\displaystyle (N,h,x,e^{\prime },k^{\prime },s)} и соответствующий закрытый ключ {\displaystyle (p,q,a)} и байтовая строка {\displaystyle M\in B^{\ast }}, {\displaystyle 0\leq L(M)\leq 2^{64}}.

Выход: байтовая строка — цифровая подпись {\displaystyle \sigma \in B^{\ast }}.
1. Произвести следующие действия для хеширования входных данных:
  1. Сгенерировать случайно ключ хеша {\displaystyle {\tilde {k}}\in B^{20m+64}}, такой что {\displaystyle m=L_{b}(\left\lceil (L(M)+8)/64\right\rceil )}.
  2. Вычислить {\displaystyle m_{h}\leftarrow I_{W^{\ast }}^{Z}(UOWHash^{\prime \prime }({\tilde {k}},M))}.
2. Выбрать случайное {\displaystyle {\tilde {y}}\in \left\{1,...,N-1\right\}}, и вычислить {\displaystyle y^{\prime }\leftarrow {\tilde {y}}^{2}remN}.
3. Вычислить {\displaystyle x^{\prime }\leftarrow (y^{\prime })^{r^{\prime }}h^{m_{h}}remN}.
4. Сгенерировать случайное простое число {\displaystyle e}, {\displaystyle 2^{160}\leq e\leq 2^{161}}, и его подтверждение корректности {\displaystyle (w,d)}: {\displaystyle (e,w,d)\leftarrow GenCertPrime(s)}. Повторять этот шаг до тех пор, когда {\displaystyle e\neq e^{\prime }}.
5. Положить {\displaystyle r\leftarrow UOWHash^{\prime \prime \prime }(k^{\prime },L_{B}(N),x^{\prime },{\tilde {k}})\in Z}; заметим, что {\displaystyle 0\leq r<2^{160}}.
6. Вычислить {\displaystyle y\leftarrow h^{b}remN}, где
{\displaystyle b\leftarrow e^{-1}(a-r)rem(p^{\prime }q^{\prime })},
и где {\displaystyle p^{\prime }=(p-1)/2} и {\displaystyle q^{\prime }=(q-1)/2}.
7. Закодировать подпись: 
{\displaystyle \sigma \leftarrow SEncode(L_{B}(N),d,w,y,y^{\prime },{\tilde {k}})}.

## Замечания
В схемах шифрования и цифровой подписи ACE используются некоторые вспомогательные функции(такие как, например, UOWHash,ESHash и другие), описание которых выходит за рамки данной статьи. Подробнее о данных функциях можно найти в.

## Реализация, применение и производительность
Схема шифрования ACE рекомендована проектом NESSIE (New European Schemes for Signatures, Integrity and Encryption) как асимметричная схема шифрования. Пресс-релиз датирован февралем 2003.

Обе схемы были реализованы в ANSI C, с использованием пакета GNU GMP. Тесты были проведены на двух платформах: Power PC 604 model 43P под системой AIX и 266 MHz Pentium под системой Windows NT. Таблицы показателей приведены ниже:

Таблица 1. Временные затраты на базовые операции.
|                      | Power PC              | Power PC              | Pentium               | Pentium               |
|                      | Размер операнда(байт) | Размер операнда(байт) | Размер операнда(байт) | Размер операнда(байт) |
|                      | 512                   | 1024                  | 512                   | 1024                  |
| Умножение            | 3.5 * 10^(-5) сек     | 1.0 * 10^(-4) сек     | 4.5 * 10^(-5) сек     | 1.4 * 10^(-4) сек     |
| Возведение в квадрат | 3.3 * 10^(-5) сек     | 1.0 * 10^(-4) сек     | 4.4 * 10^(-5) сек     | 1.4 * 10^(-4) сек     |
| Потенцирование       | 1.9 * 10^(-2) сек     | 1.2 * 10^(-1) сек     | 2.6 * 10^(-2) сек     | 1.7 * 10^(-1) сек     |

Таблица 2. Производительность схем шифрования и цифровой подписи.
|                               | Power PC                  | Power PC | Pentium                   | Pentium  |
|                               | Постоянные затраты (мсек) | МБит/сек | Постоянные затраты (мсек) | МБит/сек |
| Шифрование                    | 160                       | 18       | 230                       | 16       |
| Дешифрование                  | 68                        | 18       | 97                        | 14       |
| Подпись                       | 48                        | 64       | 62                        | 52       |
| Подпись (начальная установка) | 29                        |          | 41                        |          |
| Верификация                   | 52                        | 65       | 73                        | 53       |